# Комсомольский бульвар (Таганрог)
Комсомо́льский бульва́р — бульвар в исторической части Таганрога.

## География

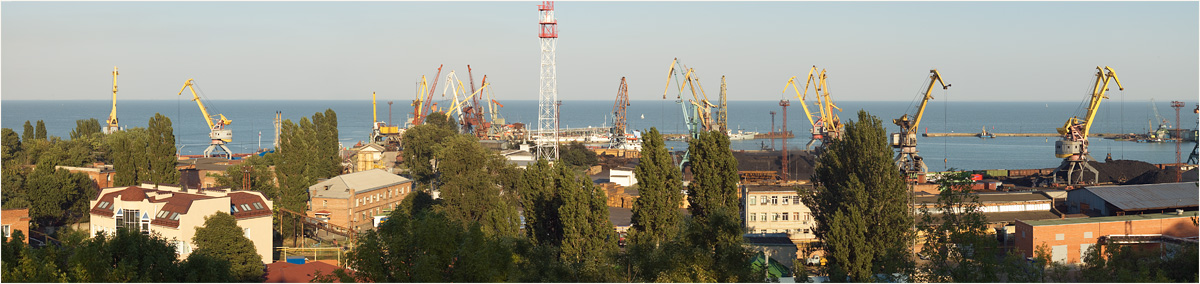
Панорама таганрогского порта. Вид с Комсомольского бульвара

Комсомольский бульвар расположен на самом окончании мыса Таганий Рог, над Таганрогским морским портом, в исторической части Таганрога, между улицами Шевченко и Греческой. Считается самой извилистой улицей Таганрога.
Протяжённость Комсомольского бульвара — 775 метров. Нумерация строений ведётся от улицы Шевченко.
От Комсомольского бульвара к Таганрогскому судоремонтному заводу и морскому порту ведёт Морская лестница, построенная в 1967 году по проекту архитектора А. А. Межлумяна.

## История
Предыдущее название Комсомольского бульвара — Воронцовская улица.

## На бульваре расположены
- Дом Лешуковой — Комсомольский бульвар, 37.

## Памятники
- Памятник Петру I[3][4]
- Памятник советско-партийным работникам[5]